# امپاروفارو
امپاروفارو (به لاتین: Amporoforo) یک سکونتگاه مسکونی در ماداگاسکار است که در آتسیمو-آتسینانانا واقع شده‌است.

## خصوصیات
امپاروفارو ۱۱٬۰۰۰ نفر جمعیت دارد و ۲۰ متر بالاتر از سطح دریا واقع شده‌است.